# 东南葡萄
东南葡萄Vitis chunganensis Hu.為植物界之一植物種類。該植物於植物分類表上，歸於被子植物門雙子葉植物綱鼠李目葡萄科。